# Wołżsk
Wołżsk (ros. Волжск, mar. Юлсер-Ола) – miasto w Rosji, w republice Mari El, przystań nad Wołgą (Samarski Zbiornik Wodny). Liczy około 52 tys. mieszkańców (2021).
W mieście rozwinął się przemysł celulozowo-papierniczy, drzewny, maszynowy oraz metalowy.

## Religia
- Eparchia wołżska

## Sport
- Ariada Wołżsk – klub hokeja na lodzie